# 溫陵會館
温陵会馆（越南语：／），溫陵即泉州的別名，又名觀音廟（Chùa Quan Âm）是一座中国閩南风格的廟宇，位于越南胡志明市第五郡堤岸老子街。该廟创立于19世纪，供奉观音，但也有道教等传统中国宗教的神位，如在福建、广东、台湾和东南亚华人社区有影响力的妈祖。该廟多個牌匾都有悠久歷史。

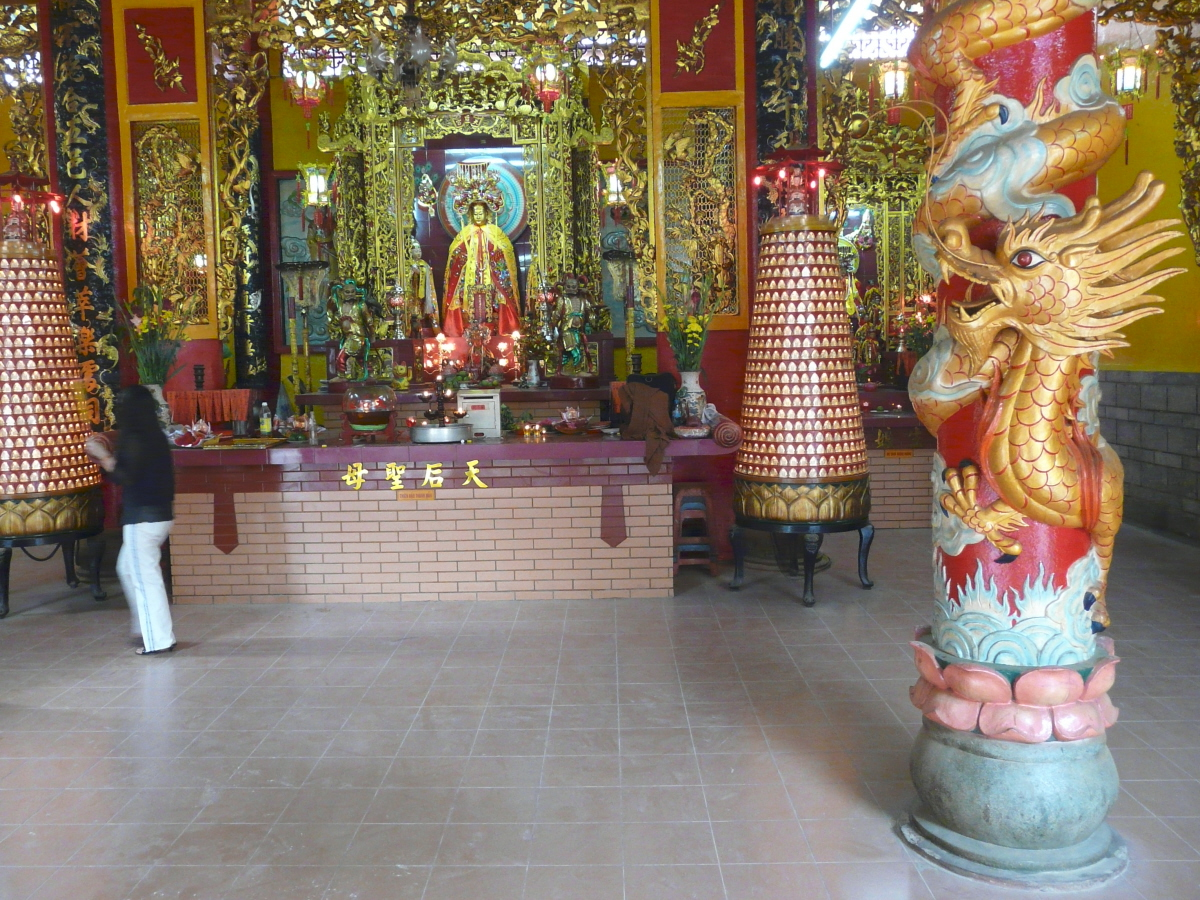
妈祖

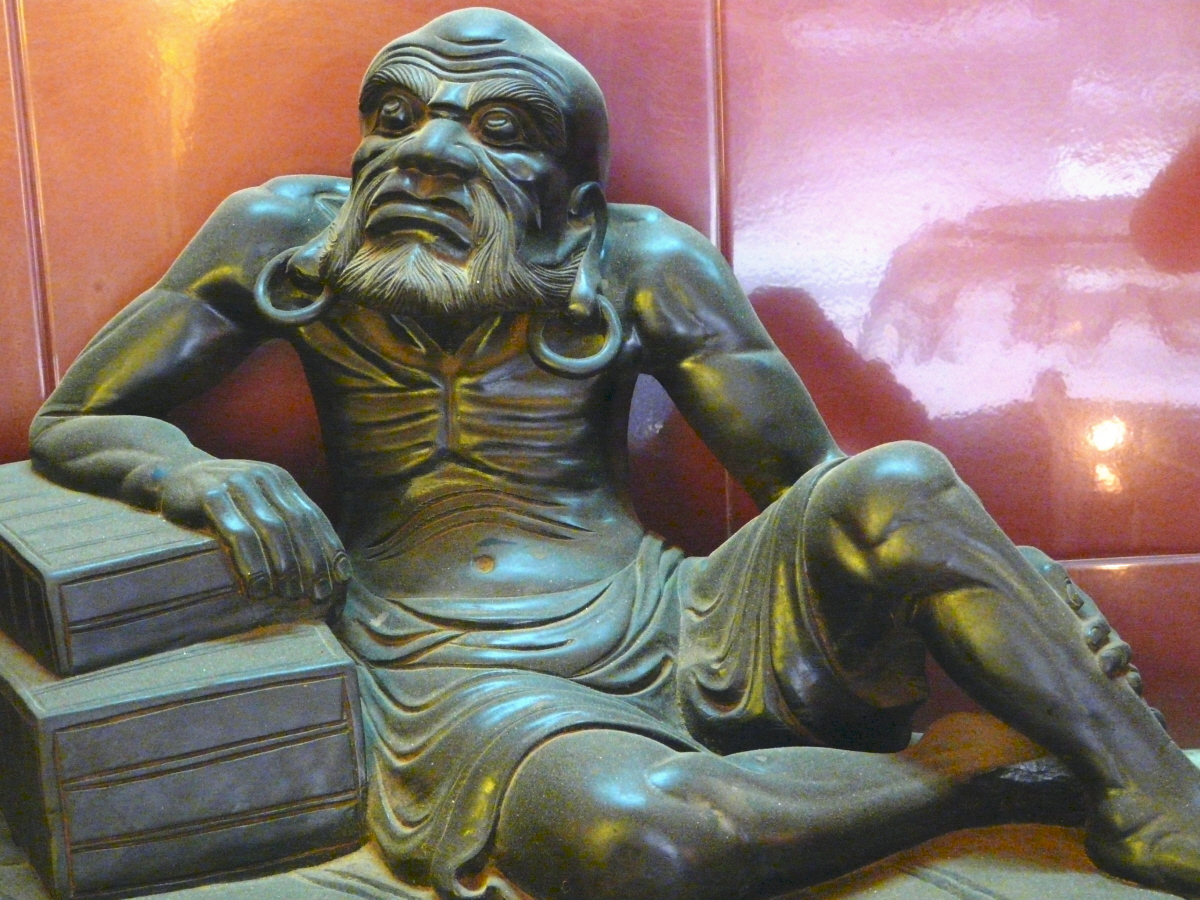
阿罗汉像

## 外部連結
- 维基共享资源上的相關多媒體資源：溫陵會館